# گویش الویری-ویدری
الویری-ویدری یکی از گویش‌های زبان تاتی از زبان‌های ایرانی شمال غربی است که در اطراف ساوه در استان مرکزی به آن سخن می‌گویند. تاتی الویری-ویدری در زیر مجموعه زبان‌های ایرانی شمال غربی طبقه‌بندی می‌شود.